# بوشيني بركاني
بوشيني بركاني (الاسم العلمي: Puccinia vulcanicola) هو نوع من الفطريات يتبع جنس البوشيني من فصيلة البوشينية.